# Gießenbrücke (Krumbach)
Die Gießenbrücke ist eine Holzbrücke mit mehrfachem Hängewerk über die Bolgenach zwischen den Vorarlberger Gemeinden Krumbach und Riefensberg.

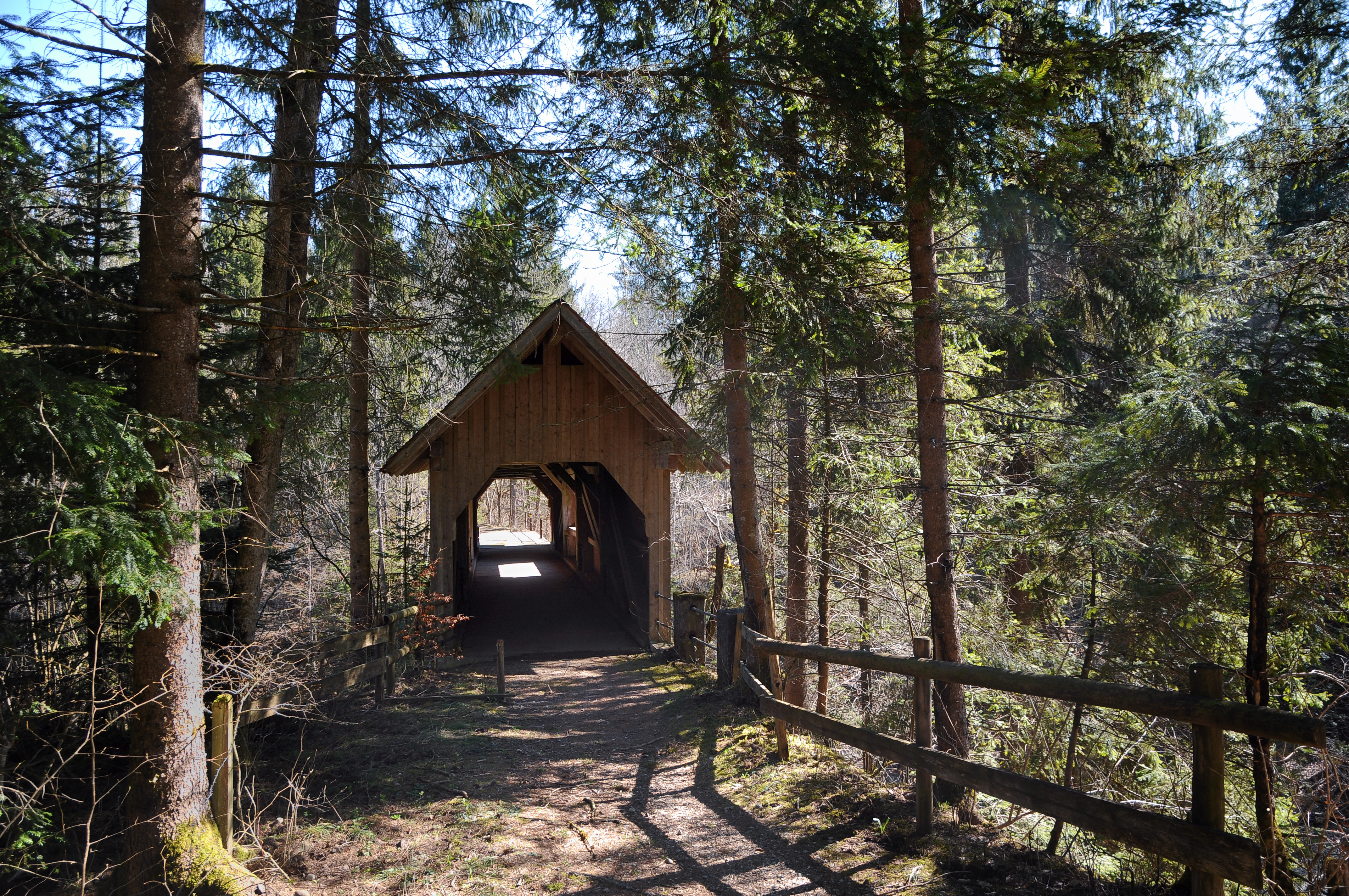
Gießenbrücke

Sie überspannt die Bolgenach vor deren Einmündung in die Weißach und war einst nicht nur eine wichtige Verbindung der Gemeinden Krumbach mit Riefensberg, sondern auch des Bregenzerwalds mit Oberstaufen. Noch im Mai 1945 überquerten französische Truppenteile das altersschwache Bauwerk. Das Baujahr der überdachten Holzbrücke ist 1792 (Jahreszahl im Dachgebälk von Riefensberger Seite her zu sehen). Sie steht gemäß § 2a des Denkmalschutzgesetzes unter Denkmalschutz (Listeneintrag) und zählt zu den bedeutenden Bauwerken in Krumbach. Zu finden ist die Gießenbrücke in Krumbach-Zwing in Richtung Doren. Kurz vor der Brunsttobelbrücke führt rechts ein beschilderter Fahrweg bergab zur Brücke.